# Dorota Lanton
Dorota Lanton est une actrice et chanteuse polonaise née le 4 mai 1969 à Varsovie.

## Biographie
Après des études secondaires au lycée à enseignement partiellement en français Narcyza Żmichowska n° XV de Varsovie elle obtient son diplôme d'actrice à la faculté d'art dramatique de l'École nationale supérieure Leon Schiller de cinéma, télévision et théâtre de Łódź. 
Pour le public polonais, elle s'identifie souvent au personnage de Julia, la pharmacienne du feuilleton-fleuve de la télévision publique Klan (plus de 2 000 épisodes depuis 1997). Elle travaille également dans le doublage des dessins animés.
Interprète de la chanson française, elle a à son répertoire un récital "Miłość w Paryżu" (L'Amour à Paris) où elle chante des tubes français connus pour leur interprétation par Édith Piaf, Jacques Brel, Yves Montand, Carla Bruni, et ses propres chansons. 
Sa chanson "Ma place", qu'elle interprète sous le nom de  Dorothée Lanton, se trouve sur le CD "Week-end in Paris" avec des étoiles d'aujourd'hui de la chanson française. 
Elle est la fille de la comédienne de théâtre Barbara Lanton. 
Dans un autre genre, elle a obtenu deux médailles d'argent au championnat de Pologne de navigation de plaisance des acteurs polonais.

## Filmographie
télévision
- 2001-2006 et 2012-2015 : Klan de Paweł Karpiński : Julia Skirgiełło